# Alfred Uluinayau
Pas d'image ? Cliquez ici

a Compétitions nationales et continentales officielles uniquement.

b Matchs officiels uniquement.
Dernière mise à jour le 27 décembre 2017.
Alfred Beranaliva Uluinayau est né le 20 février 1970 à Suva (Fidji). C’est un joueur de rugby à XV, qui a joué avec l'équipe des Fidji, évoluant au poste de trois-quarts centre ou arrière (1,80 m pour 90 kg).

## Carrière

### En club
- 1994-1995 : Auckland  Nouvelle-Zélande
- 1996-2004 : Suntory Sungoliath  Japon

### En équipe nationale
Il a eu sa première cape internationale le 2 juillet 1996, à l’occasion d’un match contre l'équipe d'Afrique du Sud.
Il a disputé les coupes du monde 1999 (4 matchs) et 2003 (1 match).

## Palmarès
- 30 sélections avec l’équipe des Fidji
- 6 essais, 1 transformation
- 32 points
- Sélections par année : 6 en 1996, 4 en 1997, 3 en 1998, 8 en 1999, 3 en 2001, 4 en 2002, 2 en 2003